# 42℃物語
『42℃物語』（よんじゅーにどしーものがたり）はやまだないとの漫画。1991年作と1995年作の2種類の同名の漫画が存在する。

## 42℃物語（ヤングマガジン増刊海賊版）
ヤングマガジン増刊海賊版（講談社）にて、1991年1月号から10月号にかけて連載された。全10話。リゾートマンションの開発が進む寂れた温泉町を舞台に、旅館の三男坊・膳吉の青春と温泉町の人情をギャグを交えて描く。単行本が同年ヤンマガKCスペシャル（講談社）より全1巻が刊行されている。
膳吉の「今日子先生」なる人物への手紙により物語は進行する。ギャグの描写やフキダシ外の書き文字に、『ストップ!! ひばりくん!』などの江口寿史の影響が見られる。

### あらすじ
花田膳吉（はなだ ぜんきち）は、寂れた温泉町・羽佐木町（うさぎちょう）で150年続く花田旅館の三男。まだ高校1年生だが、遊び人の父親・膳太郎は多額の借金を作って5年前から家出中、2人の兄はやる気がないしで、膳吉が旅館を継ぐことを期待されているが、本人は将来について悩みを持っていた。ある日、膳太郎の隠し子だという謎の若い女性・サチがやってきて、旅館に住み着く。図々しいが快活なサチに、みんな戸惑いながらも親しくなるが、ある晩、膳吉はサチがリゾートマンションの開発業者と密会しているのを目撃する。はたして、サチの正体とは。

## 42℃物語（ミスターマガジン版）
ミスターマガジン（講談社）にて、1995年No.3から連載された。田舎の温泉町の3人姉弟の物語。なお、ヤングマガジン増刊海賊版の作品中に、羽佐木温泉駅の隣の駅が「ねずみ」と示されているコマがあるが、温泉町が舞台という共通点以外関連性はない。単行本は、同年ミスターマガジンKC（講談社）より第1巻のみ刊行されている。

### あらすじ
寂れた温泉町・根津美町（ねづみちょう）。置屋の息子である高校生の那珂川冬柿（なかがわ ふゆがき）には、亡くなった母親代わりの11歳年上の桃（もも）と、2年前に東京へ出て行った女子大生の栗（くり）という、2人の姉がいる。太っていて器量もよくなく、恋愛にも奥手の桃は、美人でスタイル抜群で豪放な性格の栗に、コンプレックスを抱いていた。
雑誌でのヘアヌード披露や女子大生タレントデビューなど、離れていてもお騒がせばかりの栗だったが、2年ぶりに突然根津美町に帰ってきた。冬柿と桃は、栗の帰郷に驚きながらも、戸惑いを隠せない。